# Polypyrenula sexlocularis
Polypyrenula sexlocularis är en lavart som först beskrevs av Johannes Müller Argoviensis, och fick sitt nu gällande namn av David Leslie Hawksworth 1985. Polypyrenula sexlocularis ingår i släktet Polypyrenula och familjen Requienellaceae.   Inga underarter finns listade i Catalogue of Life.